# Henryk Wieczorek
Henryk Piotr Wieczorek (ur. 14 grudnia 1949 w Chorzowie) – piłkarz polski grający na pozycji pomocnika i obrońcy oraz trener piłkarski.

## Życiorys
Syn Teodora Wieczorka, piłkarza AKS Chorzów i reprezentanta Polski. Wychowanek szkółki Stadionu Śląskiego Chorzów (1962-1968) zawodnik ROW Rybnik (1968-1973), Górnika Zabrze (1973-1980), francuskiego AJ Auxerre (1980-1983) i Melun (1983-1986, grający trener). W Górniku Zabrze w ciągu 6 sezonów w I lidze i 1 w drugiej (1974-1978 i 1980) rozegrał 155 meczów i strzelił 10 bramek.
18-krotny reprezentant Polski (17 A + 1), zadebiutował w meczu z Jugosławią (1973) i zakończył występy w drużynie narodowej w spotkaniu z Islandią (1979) zdobywając 2 bramki. Świetny obrońca, ale mimo to był w reprezentacji zazwyczaj zawodnikiem rezerwowym. W tym charakterze był w kadrze „22” na finały MŚ '74, gdzie nie zagrał ani razu. Srebrny medalista Igrzysk Olimpijskich w Montrealu w 1976 roku.
Spore sukcesy odnotował we Francji. Był kapitanem drużyny AJ Auxerre, w której występował razem z Andrzejem Szarmachem.
Po zakończeniu kariery zawodniczej został trenerem. Najpierw we francuskim Melun, a następnie w Polsce (Olimpia Poznań, Szombierki Bytom). Jako drugi trener Ruchu (wraz z Jerzym Wyrobkiem) doprowadził ten zespół do tytułu mistrza Polski (1989). Pracę trenerską zakończył w trzecioligowej Uranii Kochłowice (1995).
Obecnie działacz samorządowy (radny miasta Chorzowa) i spółdzielczy (Chorzowska Spółdzielnia Mieszkaniowa) oraz sportowy (AKS – klub ojca). Mistrz Sportu, odznaczony m.in. złotym Medalem za Wybitne Osiągnięcia Sportowe oraz Złotym Krzyżem Zasługi i złotą odznaką Zasłużony w rozwoju woj. katowickiego.